# Татаров Володимир Миколайович
Татаров Володимир Миколайович (нар. 27 червня 1868, Ревівка — пом. 23 жовтня 1937, Київ) — православний святий з України, протоієрей, священномученик зі села Ревівка, Кам'янського району, Черкаської області. Звинувачений у контреволюційній діяльності за статтею 54-10 УК УРСР (антирадянська пропаганда і агітація). Смертний вирок винесено 9 жовтня 1937 року київською трійкою НКВС. Жертва сталінських репресій.
Прославлений в лику новомученика.

## Життєпис
Народився на Чигиринщині у стародавньому роду священників, батько — Микола Матвійович (нар. 1841 — пом. після 1900), служив прихідським настоятелем у Телепині, дід — Матвій Гаврилович (нар. 1808, Худяки — пом. після 1884), священник Свято-Михайлівської церкви у Телепині, нагороджений Орденом Святого Володимира 4 ступеня (1884) Прадід — Татарченко Гаврило Іванович (нар. 1766 — пом. 1815) служив священиком Свято-Михайлівської церкви села Худяки, прапрадід — Іван Татарко (нар. 1732 — пом. до 1788) служив священиком у Троїцькій церкві Черкас, на той це була Річ Посполита.
Закінчив Церков-прихідську школу, навчальне духовне училище, Київську духовну семінарію (1890 рік). До отримання сану священика вчителював у церков-прихідських школах.
1897 — рукоположен у іереї Уманським Пресвященним єпископом Сергієм.
1897-1901 — священник на Житомирщині
1901-1901 — настоятель храму у селі Пастирське, нагороджений набедренником
З 1901 року священник села Шабастівка. З 1912 до 1917 служив окружним місіонером. 1916 нагородженим камилавкою, 1921 — наперсним хрестом. З 1923 обіймає посаду благочинного. Обирався мешканцями села на посаду секретаря сільської ради.
Заарештованого (імовірно 1937 року) о. Володимира проводжало село. Слідство вів особисто начальник Монастирщинського НКВС.
Після висунутого звинувачення у антирадянській агітації за статтею 54-10, отець Володимир був переведений до Уманської в'язниці 9 жовтня 1937 року. Рішенням особлива київської трійка НКВС винісла смертельний вирок у той самий день і призначила розстріл на 23 жовтня 1937 року.
Реабілітований 23 липня, 1989 року.

## Сім'я
Дружина — Валентина Іванівна, з нею святий отець Володимир прожив понад 40 років. В них було 4 дітей: Микола, Василь, Ірина, Ольга.